# غرانت هيلدبراند
غرانت هيلدبراند (بالإنجليزية: Grant Hildebrand)‏ هو كاتب سير ومؤرخ أمريكي، ولد في 1934.